# Stizocera mojuba
Stizocera mojuba là một loài bọ cánh cứng trong họ Cerambycidae.